# Петтері Ліндбом
Петтері Ліндбом (фін. Petteri Lindbohm, нар. 23 вересня 1993, Гельсінкі) — фінський хокеїст, захисник клубу НЛ «Лозанна». Гравець збірної команди Фінляндії, олімпійський чемпіон.

## Ігрова кар'єра
Хокейну кар'єру розпочав 2011 року виступами за команду другого дивізіону «Кіекко-Вантаа». Згодом по сезону відіграв за «Йокеріт» та «Ессят».
2012 року був обраний на драфті НХЛ під 176-м загальним номером командою «Сент-Луїс Блюз». 21 березня 2014 уклав трирічний контракт з «блюзменами».
Сезон 2014/15 розпочав у складі фарм-клубу «Блюз» «Чикаго Вулвс», трохи пізніше дебютував і за «Сент-Луїс» відзначившись першим голом 20 лютого 2015 в переможному матчі 5-1 проти «Бостон Брюїнс».
11 вересня 2017 сторони уклали новий однорічний контракт. Наступний сезон Петтері провів повністю виступаючи за «Чикаго Вулвс».
27 липня 2018, як вільно обмежений гравець уклав однорічний контракт з клубом НЛА «Лозанна». Після перемоги на чемпіонаті світу 2019 Ліндбом продвожив контракт з швейцарцями ще на один рік.

## На рівні збірних
Був гравцем юніорської збірної Фінляндії в складі якої провів 6 матчів. За молодіжну збірн Фінляндії провів шість матчів на чемпіонаті світу 2013 року. 
У складі національної збірної Фінляндії чемпіон світу 2019 року.

## Статистика

### Клубні виступи
| Сезон        | Клуб             | Ліга         | Регулярний сезон | Регулярний сезон | Регулярний сезон | Регулярний сезон | Регулярний сезон | Плей-оф | Плей-оф | Плей-оф | Плей-оф | Плей-оф |
| Сезон        | Клуб             | Ліга         | І                | Г                | П                | О                | ШХ               | І       | Г       | П       | О       | ШХ      |
| ------------ | ---------------- | ------------ | ---------------- | ---------------- | ---------------- | ---------------- | ---------------- | ------- | ------- | ------- | ------- | ------- |
| 2011–12      | «Кіекко-Вантаа»  | Фін. 2       | 5                | 0                | 3                | 3                | 8                | —       | —       | —       | —       | —       |
| 2012–13      | «Йокеріт»        | СМ-Л         | 35               | 0                | 4                | 4                | 61               | —       | —       | —       | —       | —       |
| 2012–13      | «Кіекко-Вантаа»  | Фін. 2       | 6                | 3                | 0                | 3                | 4                | —       | —       | —       | —       | —       |
| 2013–14      | «Йокеріт»        | Лійга        | 18               | 0                | 1                | 1                | 18               | —       | —       | —       | —       | —       |
| 2013–14      | «Кіекко-Вантаа»  | Фін. 2       | 13               | 1                | 1                | 2                | 12               | —       | —       | —       | —       | —       |
| 2013–14      | «Ессят»          | Лійга        | 19               | 1                | 4                | 5                | 8                | —       | —       | —       | —       | —       |
| 2014–15      | «Чикаго Вулвс»   | АХЛ          | 53               | 6                | 12               | 18               | 62               | 5       | 0       | 1       | 1       | 10      |
| 2014–15      | «Сент-Луїс Блюз» | НХЛ          | 23               | 2                | 1                | 3                | 26               | —       | —       | —       | —       | —       |
| 2015–16      | «Чикаго Вулвс»   | АХЛ          | 43               | 3                | 8                | 11               | 50               | —       | —       | —       | —       | —       |
| 2015–16      | «Сент-Луїс Блюз» | НХЛ          | 10               | 0                | 0                | 0                | 7                | —       | —       | —       | —       | —       |
| 2016–17      | «Чикаго Вулвс»   | АХЛ          | 52               | 8                | 8                | 16               | 54               | 9       | 1       | 3       | 4       | 2       |
| 2016–17      | «Сент-Луїс Блюз» | НХЛ          | 7                | 0                | 0                | 0                | 4                | —       | —       | —       | —       | —       |
| 2017–18      | «Чикаго Вулвс»   | АХЛ          | 23               | 1                | 2                | 3                | 21               | —       | —       | —       | —       | —       |
| 2018–19      | «Лозанна»        | НЛА          | 41               | 4                | 11               | 15               | 24               | 12      | 0       | 3       | 3       | 8       |
| Усього в НХЛ | Усього в НХЛ     | Усього в НХЛ | 40               | 2                | 1                | 3                | 37               | —       | —       | —       | —       | —       |

### Збірна
| Рік                | Команда            | Турнір             | Місце              | І  | Г | П | О | ШХ |
| ------------------ | ------------------ | ------------------ | ------------------ | -- | - | - | - | -- |
| 2011               | Фінляндія          | ЮЧС18              | 5-е                | 6  | 0 | 0 | 0 | 0  |
| 2013               | Фінляндія          | МЧС                | 7-е                | 6  | 0 | 2 | 2 | 4  |
| 2019               | Фінляндія          | ЧС                 | 1                  | 10 | 2 | 1 | 3 | 6  |
| Молодіжна збірна   | Молодіжна збірна   | Молодіжна збірна   | Молодіжна збірна   | 12 | 0 | 2 | 2 | 4  |
| Національна збірна | Національна збірна | Національна збірна | Національна збірна | 10 | 2 | 1 | 3 | 6  |